# Sir Oliver
Sir Oliver izmišljeni je lik iz talijanskog stripa Alan Ford, i jedan od zaštitnih likova tog serijala. On je osoba aristokratskih manira i profinjenog ponašanja, ali ga najviše karakterizira kleptomanija i lukavost. Poslije Broja Jedan, Sir Oliver je najsposobniji član Grupe TNT. Prvi put se pojavljuje u drugoj epizodi Alan Forda, Šuplji zub, dok u epizodi 380., Slalom, napušta Grupu TNT zbog dobivenog nasljedstva i riješenih nesporazuma s britanskom vladom. Za Sir Olivera se veže čuvena fraza: 'Halo Bing, kako brat?', koju on govori prilikom prodavanja ukradene robe trgovcu Bingu. Sir Oliverov izgled čine karakteristični monokl, polucilindar i gospodsko držanje.